# Deorikalan
Deorikalan é uma vila no distrito de Palamu, no estado indiano de Jharkhand.

## Demografia
Segundo o censo de 2001, Deorikalan tinha uma população de 3929 habitantes. Os indivíduos do sexo masculino constituem 52% da população e os do sexo feminino 48%. Deorikalan tem uma taxa de literacia de 54%, inferior à média nacional de 59,5%: a literacia no sexo masculino é de 65% e no sexo feminino é de 41%. Em Deorikalan, 17% da população está abaixo dos 6 anos de idade.